# 今村勤
今村勤（いまむら つとむ、1927年 - ）は、日本の物理学者。関西学院大学名誉教授。
1927年生まれ。大阪大学理学部物理学科卒業。1957年 大阪大学 理学博士。同大学助教授を経て、1961年から関西学院大学理学部教授。この間ボストン大学講師、ノースカロライナ大学客員準教授などを歴任。2006年秋の叙勲において「瑞宝中綬章」を受章。大学生・専門家向けの物理数学に関する教科書を多数執筆している。

## 論文
- T. Imamura, W.C. Meecham, A. Siegel, Symbolic Calculus of the Wiener Process and Wiener‐Hermite Functionals, J. Math. Phys. 6, 695 (1965). doi:10.1063/1.1704327
- T. Imamura, Quantized Meson Field in a Classical Gravitational Field, Phys. Rev. 118, 1430 (1960). doi:10.1103/PhysRev.118.1430
- 今村勤、「Wiener-Hermite 展開」日本物理学会会誌 vol. 31, 367-373, (1976). NAID 110002073750

## 著書
- 今村勤、『物理とフーリェ変換』（岩波書店、1976年）（岩波書店新装版、1994年）ISBN 978-4000078993
- 今村勤、『物理と行列』（岩波書店、1978年）（岩波書店新装版、1994年）ISBN 978-4000078979
- 今村勤、『物理とグリーン関数』（岩波書店、1978年）（岩波書店新装版、1994年）ISBN 978-4000079006
- 今村勤、『物理と関数論』（岩波書店、1981年）（岩波書店新装版、1994年）ISBN 978-4000078986
- 今村勤、『確率場の数学』(応用数学叢書) (岩波書店、1976年) , NAID 10006737973